# Hermandad del Perdón (Huelva)

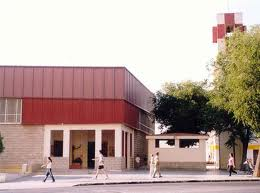
Iglesia de Santa Teresa de Jesús (Entrada a casa de Hermandad a la derecha de la parroquia).

## Hermandad
Hermandad Sacramental del Perdón: Huelva,(España). La Hermandad Sacramental de Culto, Penitencia, Caridad y Cofradía de Nazarenos del Santísimo Cristo del Perdón, María Santísima del Amor Misericordioso, San Juan Evangelista y Nuestra Señora de los Dolores, se funda en la iglesia de Santa Teresa de Jesús a cargo de un grupo parroquial a cargo de Juan Candón y a raíz de una representación teatral de Semana Santa en la parroquia en el año 1984 y con la ayuda del por aquel tiempo párroco Don Juan Tocino surgió la idea de crear una Hermandad de penitencia con la intención de sacar a la calle la imagen del Santísimo Cristo del Perdón. Fue fundada en la populosa barriada de la Orden. Su Hermandad madrina es la Hermandad de Pasión. El 24 de junio de 1987 el obispo de la diócesis onubense, don Rafael González Moralejo, de grata memoria, aprobó los primeros estatutos de la Hermandad, quedando así constituida como tal. La primera salida procesional de esta cofradía se realizó en 1988 portando a su titular a hombros en una andas hasta la Carrera Oficial, haciendo estación de Penitencia en la Parroquia de la Concepción. Ese mismo año la Hermandad recibe la noticia desde la vecina localidad de Carrión de los Céspedes (Sevilla) de que iban a donar a una dolorosa, la cual llegó en aquel mismo verano. En 1992 procesiona por primera vez a sus titulares en un único paso mostrando la iconografía del Stabat Mater en el paso antiguo de la Virgen de Consolación y Correa en sus Dolores de Huelva. A partir del año 1998 se pone en marcha el proyecto de hacer un paso nuevo para el Cristo del Perdón y Nuestra Señora de los Dolores, procesionando por primera vez
con este paso en la Semana Santa de 1999. En la actualidad todavía procesiona en el paso de estilo neorrenacentista. En 2010 termina el paso con la finalización de las cartelas de Plata y las Capillas de los laterales, con los tres crucificados en el Monte Golgota y la negación de Pedro. El misterio muestra un Cristo Muerto en la cruz acompañado por su Santísima Madre al pie del Santo Madero. El 1 de octubre de 2008 se celebró Cabildo extraordinario e histórico en el que se aprobaron nuevas reglas, aceptadas por la autoridad eclesiástica el 21 de noviembre del mismo año. En las mismas adquiría el carácter de Hermandad Sacramental y se aprobaba la posibilidad de realizar la Estación de Penitencia el Lunes Santo en Lugar de la "Madrugá" del Viernes Santo como hasta entonces a expensas de que lo aprobara el Pleno de Hermanos Mayores del Consejo de Hermandades, lo que hizo por unanimidad en la sesión celebrada el 19 de enero de 2009 y procesionando con gran éxito en la Semana Santa de ese mismo año. Esta Hermandad baja por el Conquero, dejando unas vistas de las marismas muy bellas. Actualmente el acompañamiento musical es de la A.M Santa Cruz de Huelva para el paso de Misterio y el de la Banda Municipal de Bollullos par del Condado para el Palio. Esta Hermandad realiza el mayor recorrido de la Semana Santa Onubense. En el año 2010 esta hermandad celebra el XXV Aniversario de su Fundación. Comienza su andadura a las 15:00h, siendo la primera hermandad que sale más temprano en el Lunes Santo. Actualmente la nómina de hermanos se ha visto incrementada con el cambio de jornada al Lunes Santo, pasando de tener unos 430 hermanos a tener unos 950 en el año 2023.

## Titulares

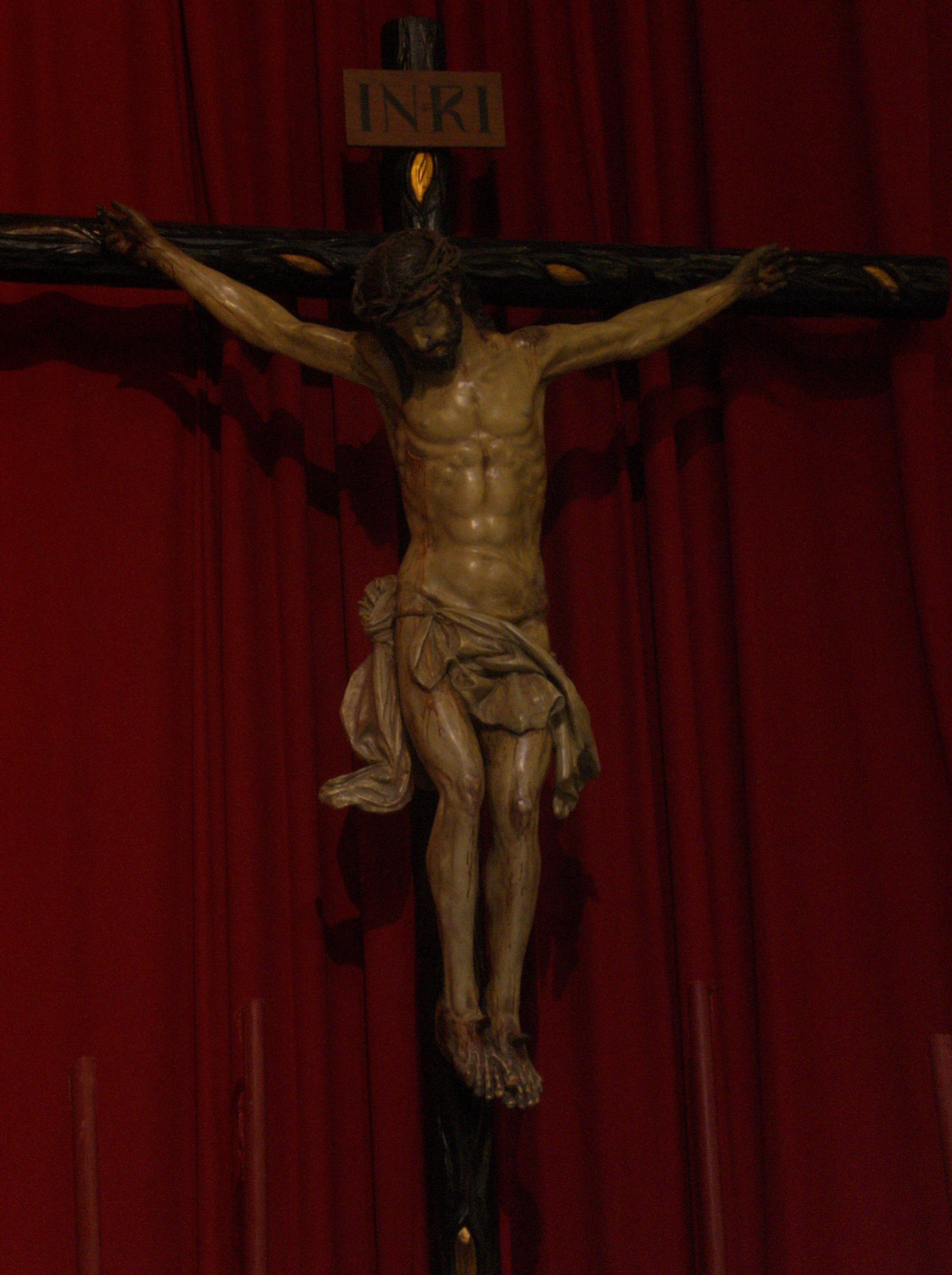
Santísimo Cristo del Perdón de Juan Abascal Fuentes de 1981.

### Santísimo Cristo del Perdón
Es una obra de Juan Abascal Fuentes en 1981 en los talleres Sevillanos de este autor. Realizado en Madera policromada, mide unos 177 cm Aproximadamente. Fue bendecido en su sede canónica, la Parroquia de Santa Teresa de Jesús en 1981, por el aquel entonces párroco de la esta Don Juan Tocino Tocino. La imagen se muestra con un ligero curvamiento de la cadera hacia la derecha, el desplazamiento del torso al lado contrario para de nuevo presentar la cabeza desplomada hacia abajo y al lado diestro, además de tener dispuestos los pies paralelamente y ligeramente girados a la siniestra.
La imagen reposa sobre una cruz de estilo arbóreo como la mayoría de los crucificados de la Semana Santa Onubense, esta carece de cantoneras o de casquetes. Sobre ella se encuentra inscrito sobre una tablilla de madera los acrósticos en inscripción latina " INRI " (IESVS NAZARENVS REX IVDAEORVM).La esfigie del señor porta sobre su testa una corona tallada. El pelo se muestra partido en dos mechones, dejando caer un mechón por la parte derecha que se une perpendicular al muscúlo pectoral del mismo lado. La barba es corta y bífida respondiendo al más puro estilo de la escuela castellana del Siglo de Oro. La imagen presenta los párpados semicerrados,dejando perdida la mirada.A lo largo de la anatomía del patíbulo redentor se acentúan los nudos dorados que simbolizan las divinas cinco llagas. El paño de pureza es de tipo cordífero que se anuda a la altura de la cadera. Los brazos se disponen casi paralelos al palo horizontal. Las manos están casi cerradas por la rotura de los nervios. La imagen presenta abundantes hematomas, hemorragias...; El autor un gran conocedor de la anatomía, ha querido mostrar con esta talla, la muerte con mayor verismo posible sin restarle mayestacidad a la obra. En el año 2010 este titular cristifero fue sometido a una restauración, por la restauradora Ana Beltrán de Huelva.

### María Santísima del Amor Misericordioso

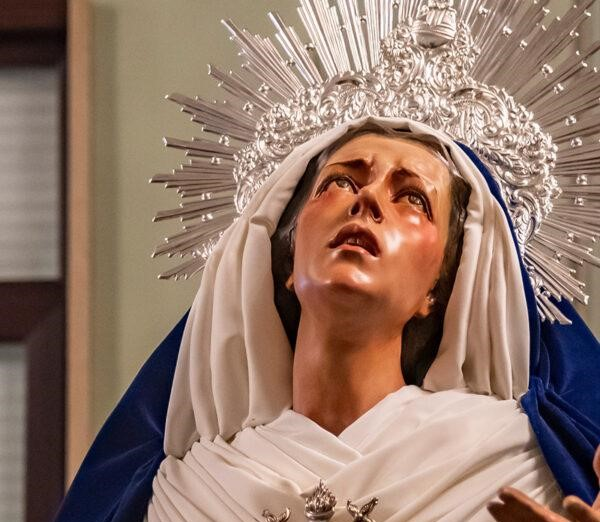
María Santísima del Amor Misericordioso

La imagen de María Santísima del Amor Misericordioso es la última dolorosa realizada hasta el momento. La obra es del escultor de La Palma del Condado, Martín Lagares. Se realiza en el primer periodo del año 2022 y se presenta en la salón de plenos del Ayuntamiento de Huelva. Esta talla, que acompaña cada Lunes Santo al Cristo del Perdón, vino a sustituir a la de la Virgen de los Dolores, que se trasladó a su paso de palio. La virgen se sitúa a los pies de la Cruz, junto a San Juan Evangelista, obra también de Martín Lagares. Juntos forman el Stabat Mater , con un rostro afligido y con lágrimas, mirando directamente a Jesús en la Cruz. El nombre de Amor Misericordioso, fue el pensado desde la fundación de la Hermandad. Debido a la donación de la Virgen de los Dolores, el nombre se quedó sólo en el título de la Hermandad, tanto que en 2009, se decidió quitarlo de dicho título. En octubre de 2022, vuelve al título de la Hermandad. Su vestidor, al igual que a la otra titular mariana de la Hermandad, es Mariano Martín Santoja.

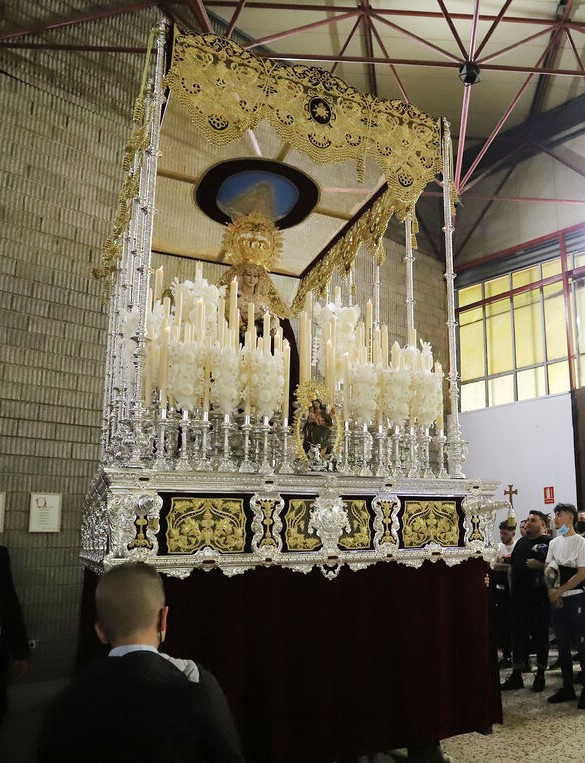
Palio estrenado en 2022

### Nuestra Señora de los Dolores
Es la última de las dolorosas de la Semana Santa Onubense advocada Dolores. La Dolorosa es una talla de Manuel Vergara Herrera de 1943. Bendecida en 1947. Esta recibe esta advocación por la familia que donó a la hermandad la virgen, la familia Machuca que poseía esta dolorosa en la localidad de Carrión de los Céspedes (Sevilla). Esta titular es una obra de las llamadas de candelero para vestir y data de 1944. La talle mide 1.68 de alto, en el torso aparece firmada por Vergara Herrera 1943. La dolorosa, de severas facciones y mirada baja, sufrió una restauración considerable en su policromía por parte de David Valenciano en 1996-2002. La restauración a la que se sometió consistió en afinarle los rasgos a la imagen, además de dotarla de una nueva y nacarada encarnadura. Este le suavizo el rictus de la boca, le agrandó los ojos y le arqueo las cejas peleteando las mismas y le frunció el ceño como muestra del abatimiento y dolor. Con esto la Reina de la Orden ganó belleza y majestuosidad. En su estación de penitencia hasta 2021, la imagen portaba una diadema en plata dorada, de Ramón León Peñuelas de 1990. Desde 2022 lo hace con una corona de plata sobredorada de la orfebrería Hermanos Fernández y donada por la Junta de Gobierno de ese año. El actual palio, presentado en 2019 en cabildo y realizado en los años de la pandemia, se estrenó en 2022, siendo los bordados del taller de Martín Santoja y diseño de José María Carrasco. El palio de diseño propio, tiene una simbología completa en referencia a la Virgen de la Cinta, Patrona de Huelva. Es completamente de malla dorada. El Gloria del techo, realizado por Ana Beltrán, representa a la pintura del Simpecado de la Hermandad Matriz del Rocío de Almonte con la reina de las marismas. Esto lo hace único, ya que es la única Hermandad de Huelva que lleva a la Virgen del Rocío en el techo de palio. La Hermandad se encuentra inmersa en la culminación del techo de palio y de los bordados de los respiraderos laterales y trasero, ya que las bambalinas, en tan sólo cuatro años se realizaron.  Actualmente el vestidor de la imagen es su bordador Mariano Martín Santoja (anteriormente vestida por las camaristas de la Hermandad, por Rafael Infantes y Alejandro Bajo). Desde la Semana Santa de 2022, lo hace bajo su propio paso de Palio, pero por motivos meteorológicos no fue hasta 2023 cuando realizó su primera salida por las calles de la capital Onubense.

### San Juan Evangelista
La imagen del Apóstol más joven de Jesús es del escultor palmerino Martín Lagares. Se realizó en el año 2022 al igual que todo el conjunto escultórico del paso de misterio, incluida la Virgen del Amor Misericordioso. Esta imagen de San Juan Evangelista sustituye a la que se realizara en 2012 por el escultor José Miguel Sánchez. La actual talla, se presenta con rostro de tristeza mirando a María y acompañándola en su dolor y sujetándole la mano. Desde octubre de 2022 es incorporado en el título de la Hermandad en cabildo Extraordinario. Su estreno en la Semana fue el Lunes Santo del 2023, ya que en año anterior, año de su estreno, la Hermandad no pudo realizar estación de penitencia por inclemencias meteorológicas. Junto a San Juan y María, el conjunto realizado por el escultor, está María Magdalena agarrada al pie de la cruz, San Longinos, y dos romanos sorteándose la ropa de cristo.
La Hermandad, cuenta con otro San Juan Evangelista que hasta 2021 procesionaría junto al Cristo del Perdón. La imagen fue bendecida el día 28 de enero de 2012 por Don Diego Suárez, sacerdote adjunto a Santa Teresa. En el misterio se situaba en el lado opuesto al de la Madre del Divino Redentor (costero derecho del Paso). Actualmente, está en las dependencias de la Hermandad, retirado del culto.

## Cultos

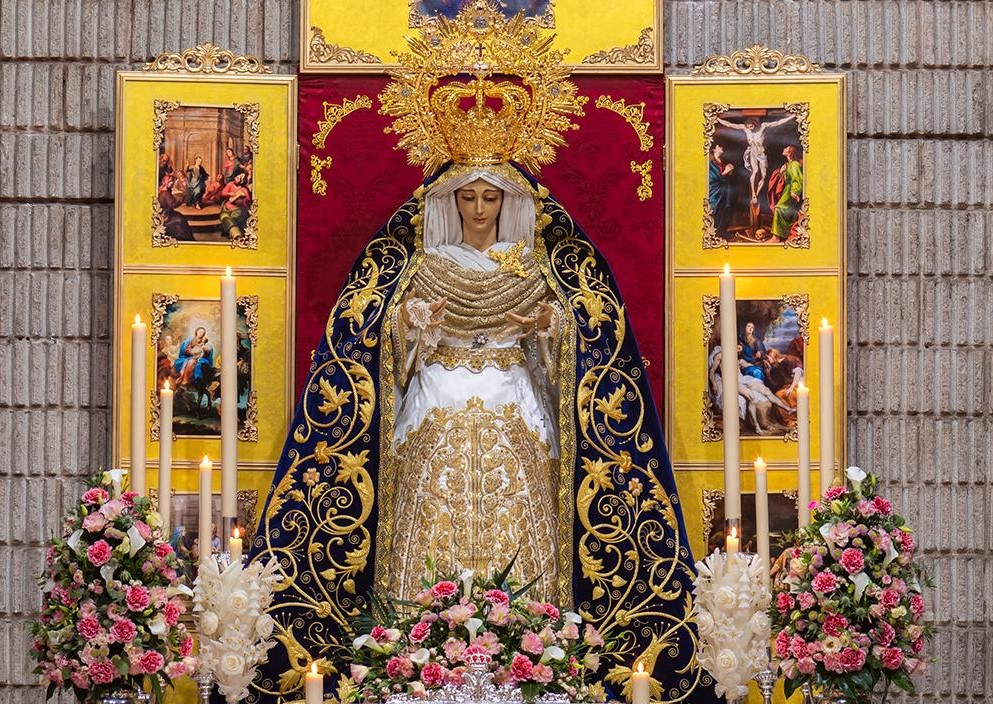
Triduo a Nuestra Señora de los Dolores en septiembre del 2022

Los cultos que esta corporación celebra son el Solemne Quinario al Santísimo Cristo del Perdón, el cual finaliza con la Función Principal de Instituto de la Hermandad en tercer domingo de Cuaresma. 
El rezo del Vía Crucis por las calles de la feligresía de Santa Teresa, sede canónica de la Hermandad, presidiendo el acto la imagen del Santísimo Cristo del Perdón, quedando esta en devoto besapiés durante todo el día hasta el comienzo de la Eucaristía. Al finalizar la misa, se procese al acto por las calles de la Barriada de la Orden y una vez concluido, se realiza la subida pública del Santísimo Cristo del Perdón a su paso procesional. Normalmente y tras el cambio de jornada en 2009, se realiza el martes de la Semana de Pasión. 
Desde sus inicios esta cofradía celebra las festividades de la Exaltación a la Santa Cruz y la Virgen de los Dolores en sus festividades litúrgicas, 14 y 15 de septiembre respectivamente, siendo la de los Dolores una efemérides importante para la Hermandad al ser la primera titular mariana de la misma. Para esta ocasión la Hermandad celebra Función Solemne en su honor y queda la imagen expuesta en besamanos. Desde hace unos años estos cultos se inician con un Triduo en honor de la Madre de Dios que comienza el 11 de septiembre para concluir en los cultos ya expuestos.
El 22 de septiembre, recibe culto la otra titular mariana, María Santísima del Amor Misericordioso, celebrándose misa en su honor el día de su onomástica.
La celebración en honor de Santa Teresa de Jesús, titular de la parroquia, con motivo de su festividad el 15 de octubre, siendo esta la fecha escogida por la corporación para homenajear a los hermanos que celebran sus bodas de plata en la misma.
Por último, en diciembre, se celebra la misa de San Juan Evangelista, organizada cada año por el Grupo Joven de la Hermandad.

## Acompañamiento Musical
Actualmente el acompañamiento musical del paso de misterio es la Agrupación Santa Cruz de Huelva, que lleva acompañando al señor de la Orden desde la madrugá del año 2008. La banda es Hermana Honoraria de la Hermandad, por su estrechísima relación con la cofradía. El Lunes Santo, todos los componentes de esta banda, llevan colgada la medalla de la Hermandad por dicho motivo. 
En el paso de Palio, actualmente el acompañamiento musical corre a cargo de la Banda Municipal de Bollullos Par del Condado de la localidad que lleva su nombre. Lo hace desde 2022, aunque esta banda fue testigo de la salida Extraordinaria de la Virgen de los Dolores por su barriada en el año 2014 con motivo del XXV Aniversario de la llegada de la Imagen a la Hermandad. 

Lo singular de la salida de esta Hermandad, es que tanto el paso de misterio como el del palio, justo al salir, no lo hace con la marcha real, como es costumbre, si no con el Himno de Andalucía por la relación que tiene la corporación con la Policía Nacional Adscrita a Andalucía.

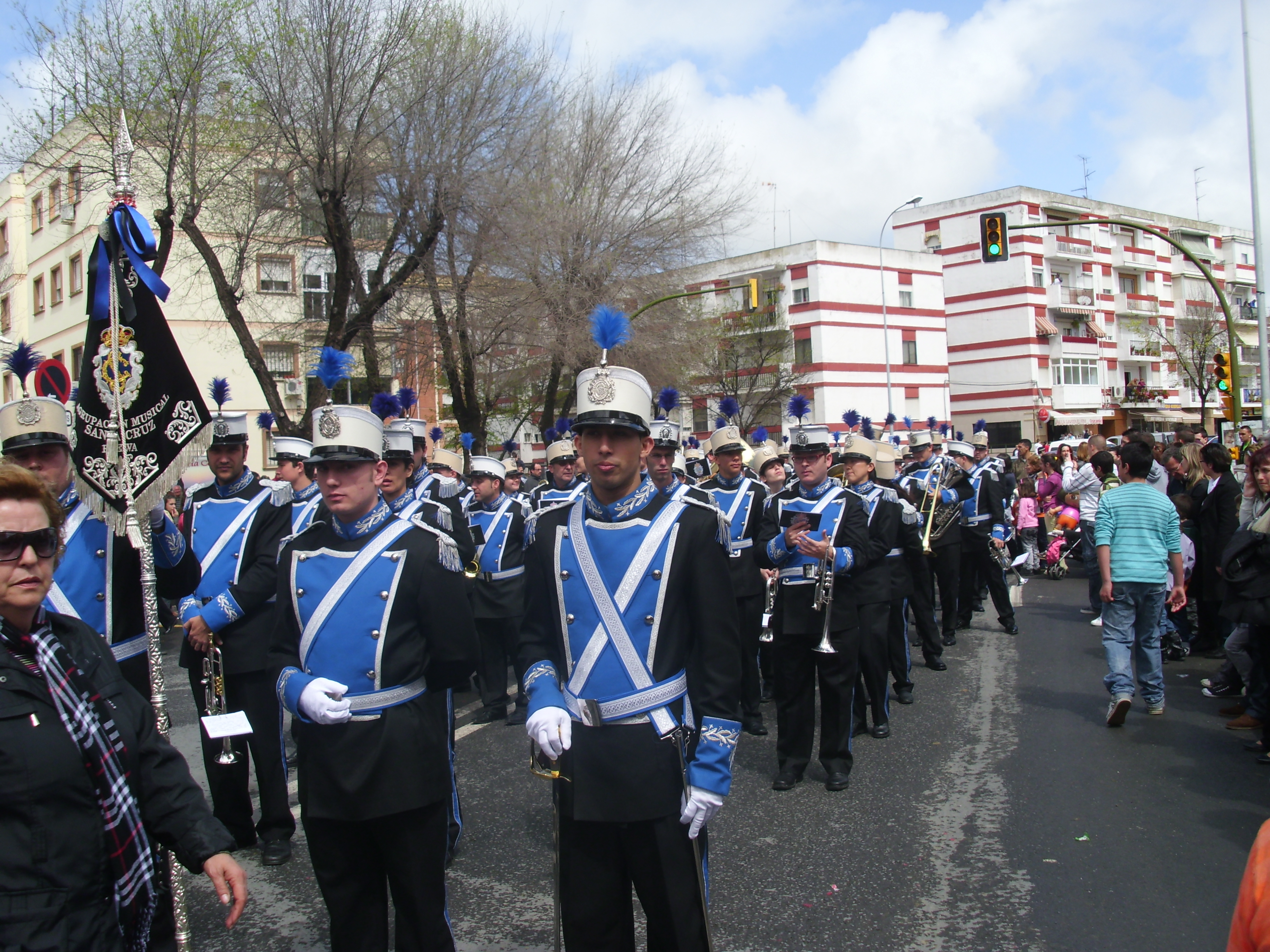
A.M. Santa Cruz tocando detrás del paso del Perdón.

## Archivo Musical de la Hermandad
Perdón y Consuelo: David Moya, Banda de CCTT Divino Salvador (Escacena del Campo)
Tu Perdón mi madrugá: Israel Pereira y Esteban Fernández, Agrupación Musical Santa Cruz (Huelva)
Aquella madrugá: Cristóbal López, Agrupación Musical Santa Cruz (Huelva)
Tu Perdón: Cristóbal López, Agrupación Musical Santa Cruz (Huelva)
XXV Aniversario: Israel Pereira. 
La Cruz de tu Perdón: AM Santa Cruz.
Costaleros del Perdón: AM Santa Cruz.
Las Lágrimas del Perdón: AM Santa Cruz.
Perdón por tus Dolores: Jesuli Perojil, BM Bollullos par del Condado (Huelva)
Madre de la Orden: Carlos Moreno, BM Bollullos par del Condado (Huelva)
Dolores, Reina de la Orden: Juan Manuel Velázquez, BM Bollullos par del Condado (Huelva)

## Paso por Carrera Oficial
| Predecesor: Hermandad de los Mutilados (domingo de Ramos) | Orden de entrada en Carrera Oficial (Lunes Santo) 1.er lugar | Sucesor: Hermandad del Cautivo |

- Datos: Q5895557
- Multimedia: Holy Week in Huelva / Q5895557